# 石高健次
石高 健次（いしだか けんじ、1951年（昭和26年）2月 - ）は、日本のフリージャーナリスト。

## 略歴
大阪府茨木市出身。府立茨木高等学校から中央大学に進学。卒業後、1974年に朝日放送入社。報道局報道技術部に配属され、ムービーカメラマンとなる。その後記者を経てプロデューサーへ。記者活動と並行してドキュメンタリー番組を数々手がけている。
1981年、在日コリアンへの民族差別を告発したドキュメンタリー「ある手の問いかけ」で日本ジャーナリスト会議第24回JCJ奨励賞を受賞。
1995年5月、ドキュメンタリー「闇の波涛から」を制作し、その過程から北朝鮮による日本人拉致事件で初めて実行犯から犯行を認める証言を引き出す。1996年、情報を韓国の情報機関から、過去に13歳の少女が拉致された事件があったとの情報を得て、同年末、『現代コリア』に論文を掲載した。この論文の内容を知った新潟県警幹部の指摘から、拉致された少女が1977年に失踪した横田めぐみだったことが判明し、報道や国会で取り上げられたことで、それまで膠着状態にあった北朝鮮による日本人拉致問題の解明が進展した。
1997年、東京支社 報道部報道部長の時に、報道スペシャル「空白の家族たち--北朝鮮による日本人拉致疑惑」を基にした、「空白の家族たち」で1997年度日本新聞協会賞編集部門を受賞。
2005年、クボタのアスベストによる健康被害で被害実態を取り上げ、アスベスト問題を世に出し社会問題化するきっかけを作った。この功績により、2006年に日本科学技術ジャーナリスト会議の第1回科学ジャーナリスト賞を受賞。
2006年、ドキュメンタリー担当部長、2008年、報道局局次長プロデューサー。
2011年2月に朝日放送を定年退職。

## 著書

### 単著
- 『金正日の拉致司令』（1996年、朝日新聞社）
- 『これでもシラを切るのか北朝鮮―日本人拉致 続々届く「生存の証」』(1997年、カッパ・ブックス)
- 『金正日の拉致指令』(朝日文庫) (1998年)
- 『これでもシラを切るのか北朝鮮』(2003年、幻冬舎文庫)

### 共著
- 『めぐみへの遺言』（2012年、幻冬舎）※横田滋、早紀江著書の聞き役